# 伦敦拱桥

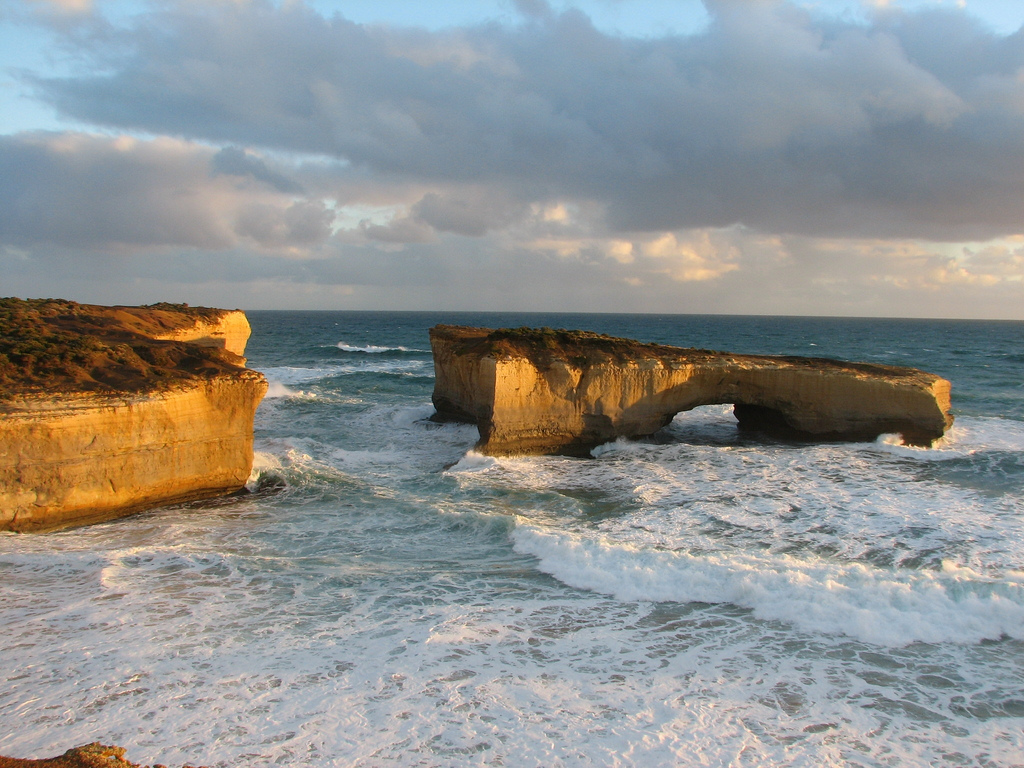
伦敦拱桥

伦敦拱桥 (或伦敦桥、伦敦断桥，英语：London Arch)是一座位于澳大利亚维多利亚州坎貝爾港国家公园的离岸天然拱桥。这座拱桥是维多利亚州大洋路的著名景点之一。这座蚀柱是由侵蚀作用形成的。在1990年之前，这座天然拱桥是以双拱桥的形式存在的，而非现在的离岸单拱桥。

## 历史
伦敦拱桥与陆地相连的部分于1990年1月15日意外塌陷。两位游客(Kelli Harrison 和 David Darrington)被困于外侧拱桥之上，后被直升机营救，在此事件中无人受伤。在塌陷之前，此地理奇观因形似位于伦敦的同名建筑而被直接称为伦敦桥。后来因为塌陷的缘故改称“伦敦拱桥”。

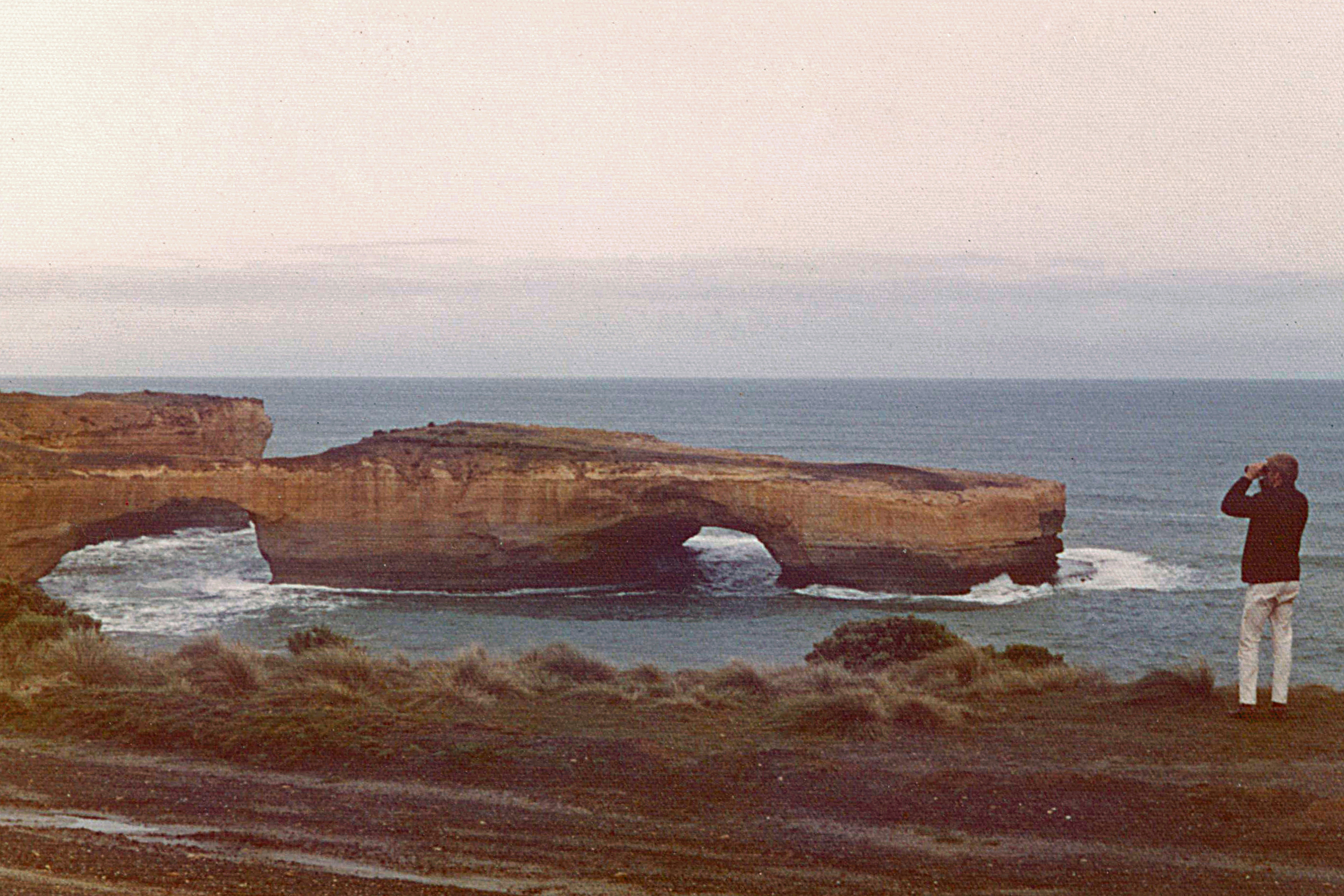
塌陷之前的伦敦桥